# 2022年9月イギリス小型補正予算
2022年9月イギリス小型補正予算（2022ねん9がつイギリスこがたほせいよさん、September 2022 United Kingdom mini-budget）は、2022年9月23日に、クワシ・クワーテン財務相により「成長計画」と題する閣僚声明を下院で発表されたもの。

## 概説
メディアではミニ予算（正式な予算声明ではない）と呼ばれ、所得税の基本税率を20%から19%に引き下げる計画の前倒し、イングランド、ウェールズ、北アイルランドの所得税の最高税率（45%）の廃止、2021年3月に発表された2023年4月からの法人税の19%から25%への引き上げ計画の撤回、2022年4月の国民保険の引き上げの撤回、医療・社会福祉税（Health and Social Care Levy）案の中止など、一連の経済政策と減税が盛り込まれた。ミニ予算への否定的な反応が広まったことを受け、予定されていた45％税率の廃止は10日後に撤回され、法人税の増税中止計画は21日後に撤回された。
このミニ予算は、9月6日に発足したトラス政権の最初の施策のひとつであった。声明は生活費危機を背景に発表され、その直後、借り入れの増加に世界市場が否定的な反応を示したため、ポンド価値は対米ドルで急落した。また、予算責任局（OBR）による独自の見通しが示されなかったことも懸念された。翌日の取引では、ポンドは対米ドルで史上最安値を記録した。このミニ予算はエコノミストから広く批判を浴び、その中には、過去50年間で最大の減税を行うために政府借入を増やすというその依存性が、英国が国際通貨基金（IMF）に財政救済を要請せざるを得なかった1976年のポンド危機のような事態を招くのではないかと懸念する者もいた。IMFは、予算案が「不平等を拡大させる可能性が高い」と公然と批判的な回答を発表するという異例の措置をとった。
市場の動揺が続き、保守党議員を含む国会議員から政策の撤回を求める声が上がったにもかかわらず、リズ・トラス首相とクワーテンはミニ予算で示された提案の実行を維持した。10月14日、トラス首相はクワーテンをワシントンD.C.での財務相会議から英国に呼び戻し、辞任を求めた。後任のジェレミー・ハントはその後、ミニ予算で概算されていた減税の大半を撤回し、この決定は市場の好反応を招いた。10月25日にトラスが辞任した後、後任のリシ・スナクがハントを財務大臣に留任させた。10月31日の声明は、「可能な限り正確な」経済予測に基づくため、11月17日に変更され、また、完全な秋の声明に格上げされた。
ミニ予算に対する当初の反応は様々だった。デイリー・メール紙は「真のトーリー予算」と呼び、労働組合会議のフランシス・オグレディ書記長は「逆のロビン・フッド」と烙印を押した。BBCの経済担当編集者であるファイサル・イスラムは、ミニ予算の撤回を「英国経済史上最大のUターン」と評した。オブザーバー紙の元経済担当編集者であるウィリアム・キーガンは、声明で概説された計画は、サッチャリズムとその税制に対する姿勢に対する誤解を示していると書いた。